# Schwarzenbergplatz 3

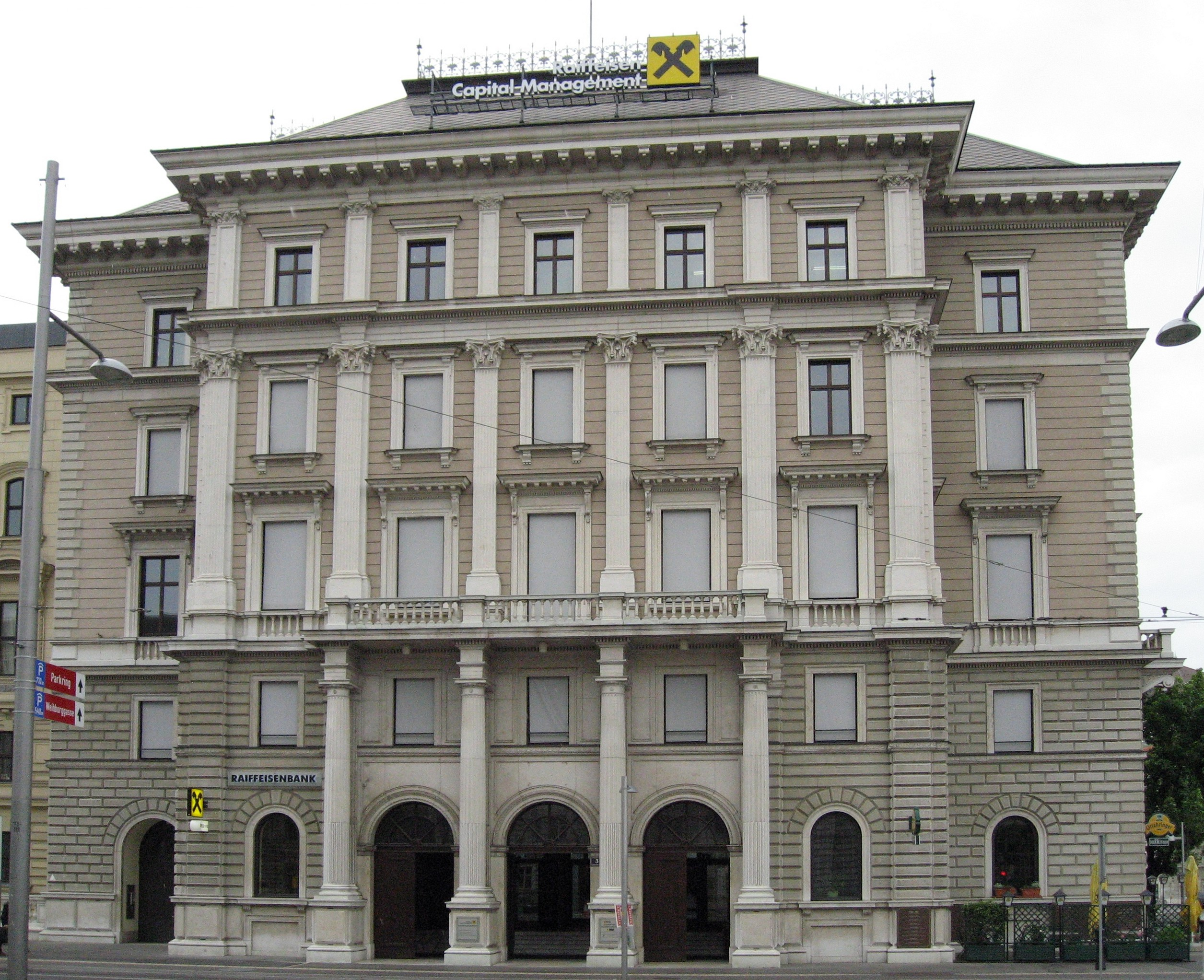
Schwarzenbergplatz 3 in Wien

Schwarzenbergplatz 3 ist die Adresse der 1945 zerstörten Direktion der Staatsbahnen am Wiener Schwarzenbergplatz, 1983 als Rekonstruktion wieder aufgebaut.

## Geschichte
Die 1892 nach Plänen von Dionys Milch errichtete ehemalige Direktion der Staatsbahnen war ursprünglich das einzige Bürogebäude an dem von Palais geprägten Schwarzenbergplatz. 
Gegen Ende des Zweiten Weltkriegs wurde das Gebäude 1945 von einer Bombe getroffen und brannte gemeinsam mit dem benachbarten Palais Wiener von Welten aus. Während jenes aber bald nach Kriegsende wieder aufgebaut wurde, kam es 1950 zur Abtragung der Brandruine durch die österreichischen Bundesbahnen und in der Folge zu jahrzehntelangen Diskussionen über die Neubebauung. Diese intensivierten sich, nachdem die Innere Stadt 1973 zur architektonischen Schutzzone erklärt wurde. Der damalige Kulturstadtrat und spätere Bürgermeister Helmut Zilk setzte sich für eine zumindest teilweise Rekonstruktion vor allem der dem Schwarzenbergplatz zugewandten Fassade ein. Die Firma Mobil Oil war bereit, den entsprechenden Mehraufwand zu akzeptieren und ließ von Architekten Georg Lippert ein entsprechendes historisierendes Gebäude errichten, allerdings mit steilerem Dach, zur Erhöhung der verfügbaren Geschoßfläche. 
Das im Oktober 1983 bezogene Gebäude begegnete in den Medien scharfer Kritik, vor allem von Seiten modern orientierter Architekten und Kulturkritiker. In der Folge und aufgrund dieses Beispielsfalles kam es zu einer Kampagne gegen den § 85 Absatz 5 der Wiener Bauordnung, den so genannten Schutzzonenparagraphen, der in ursprünglicher Fassung für Neubauten stilgerecht angleichende Bebauung in Schutzzonen vorgesehen hatte. Der Paragraph wurde 1987 im Zusammenhang mit dem Haas-Haus von Hans Hollein im Sinne der Kritiker novelliert.
Bis Mitte der 2000er Jahre war im Haus Schwarzenbergplatz 3 die Zentrale der Telekom Austria untergebracht, heute werden die Räumlichkeiten von der Raiffeisen-Tochter Raiffeisen Capital Management  genutzt.

## Weblink
- Aktueller Artikel zu den Neubauten am Schwarzenbergplatz